# Russell Global Index
Russell Global Index là chỉ số tham khảo quan trọng và phổ biến cho các chiến lược đầu tư trên toàn cầu. Vào năm 2008, 9 công ty của Việt Nam đã được xét đủ điều kiện và được đưa vào chỉ số toàn cầu này cũng như các chỉ số phụ khác như Russell Emerging Markets Index (chỉ số dành cho thị trường mới nổi), Russell Asia Index (chỉ số dành cho khu vực châu Á) và Russell Asia Pacific Index (chỉ số dành cho khu vực châu Á Thái Bình Dương). Theo ông Stephen Wood, chiến lược gia cao cấp của Russell Investments, "Chỉ số Russell Vietnam Index đóng góp một phần quan trọng vào bộ chỉ số thế giới. Quá trình tái tổ chức hàng năm giúp nắm bắt những thay đổi ở các thị trường chủ chốt và rà soát lại các chỉ số để đưa ra đánh giá về thực trạng một cách chính xác. Quá trình này đưa ra những chuẩn mực cơ bản đáng tin cậy để nhà đầu tư có thể đánh giá khả năng hoạt động của các cổ phiếu trong danh mục đầu tư hoặc ngừng kế hoạch đầu tư."
Các công ty Việt Nam được gia nhập chỉ số Russell Global Index bao gồm:
1. Tập đoàn Đầu tư và Phát triển công nghệ (mã chứng khoán FPT)
2. Ngân hàng Sài Gòn Thương Tín (STB)
3. Công ty Khoan và Dịch vụ dầu khí (PVD)
4. CTCP Tập đoàn Kỹ nghệ Gỗ Trường Thành)
5. Công ty Phân đạm và hoá chất dầu khí (DPM)
6. Công ty Sữa Việt Nam (VNM)
7. Công ty cổ phần nhiệt điện Phả Lại (PPC)
8. Công ty cổ phần Vincom (VIC)
9. Công ty chứng khoán Sài Gòn (SSI)

Russell Investments là công ty cung cấp các giải pháp chiến lược và hàng loạt sản phẩm đầu tư được thành lập năm 1936 ở Mỹ. Tính tới cuối tháng 3 năm 2008, công ty quản lý danh mục trị giá hơn 213 tỷ USD và cung cấp dịch vụ cho các cá nhân, tổ chức và các nhà tư vấn ở hơn 40 nước.
Bộ chỉ số chứng khoán Russell Investments được xem như một tham khảo quan trọng và phổ biến cho các chiến lược đầu tư trên toàn cầu. Các chỉ số này được xây dựng và công bố hằng năm dựa trên các số liệu khách quan thu thập được từ các thị trường chứng khoán, trong đó quan trọng nhất là tỷ lệ vốn hóa thị trường.